# Martim Aires de Ornelas
Martim Aires de Ornelas (Século XIV) foi um comandante militar português medieval. 

## Biografia
Ficou conhecido na descrição em Fernão Lopes, por ter sido mandado por seu irmão Dom Frei João de Ornelas a comandar um reforço de mil soldados enviados pelos Coutos de Alcobaça, em auxílio do exército do Condestável D. Nuno Álvares Pereira, aquando da Batalha de Aljubarrota.